# Пегниц (град)
Пегниц (њем. Pegnitz) град је у њемачкој савезној држави Баварска. Једно је од 33 општинска средишта округа Бајројт. Према процјени из 2010. у граду је живјело 13.751 становника. Посједује регионалну шифру (AGS) 9472175.

## Географски и демографски подаци
Пегниц се налази у савезној држави Баварска у округу Бајројт. Град се налази на надморској висини од 422 метра. Површина општине износи 100,0 km². У самом граду је, према процјени из 2010. године, живјело 13.751 становника. Просјечна густина становништва износи 137 становника/km².

## Међународна сарадња
| Мјесто | Држава    | Врста сарадње | Од    |
| ------ | --------- | ------------- | ----- |
|        | Француска | партнерство   | 1990. |
| Извор  |           |               |       |